# Кемпбелли з Бредалбейна

Герб VI ерла Бредалбайна, 1868.

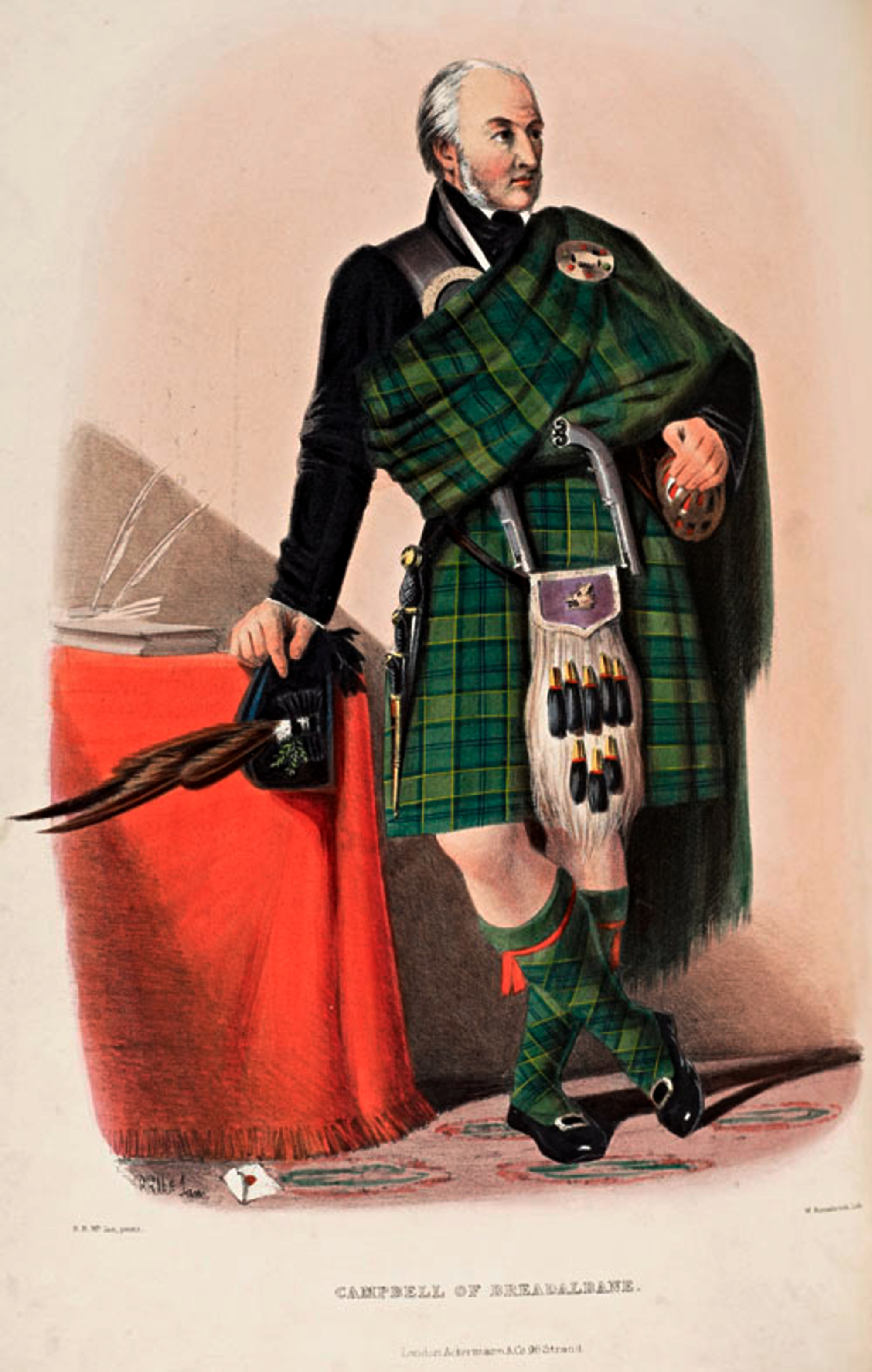
Портрет Кампбелла Бредалбейна. Маллюнок художника Р. Р. МакЯна.

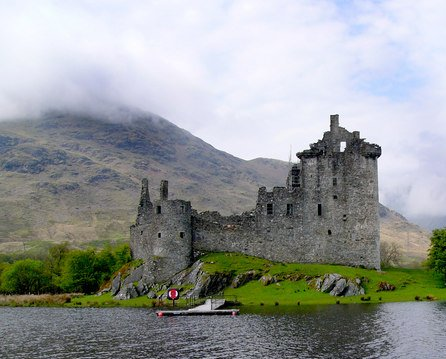
Замок Кілхурн – головний замок клану Кемпбелл з Бредалбейна.

Клан Кемпбелл з Бредалбейна (шотл. гел. Campbell Breadalbane) — один з гірських шотландських кланів. 

## Історія клану
Клан Кемпбелл з Бредалбейна є провідним кланом Аргіллу. Сер Дункан Кембелл — І лорд Кемпбелл був сином Коліна, відомого як «Чорний Колін Гленорхі». Його дружиною була леді Марджорі Стюарт. Сер Колін обружився на одній з дочок лорда Лорн. Цей шлюб приніс йому третину майна Лорн. За свою хоробрість під час хрестового походу в Палестину він став лицарем Родосу. У 1440 році він побудував родовий замок Кілхурн. Його нащадки розширювали свої володіння в землях Аргілл, Пертшир, Фінлагір, Гленлайон. 
Сер Колін з Гленорчі, в 1603 році був втягнений в інтригу з метою вигнання клану МакГрегор, вигнання їх з земель Гленстре, Кілхурн. 
У 1625 році «Чорний Дункан» — VII вождь клану Гленрочі отримав титул барона, у 1681 році сер Джон — ХІ вождь Гленрочі, про яякого згадують як про «хитрого як лисиця, мудрий як змія, слизький як вугор» отримав титул І графу Бредалбейна. 
Коли Вільгельм Оранський прийшов як суверен в Лондон, вожді шотландських кланів запропонували йому корону Шотландії. Вільгельм Оранський поклявся, що «викорінить всю єресь з Шотландії». 
Клан Кемпбелл з Бредалбейна брав участь у війні кланів, яка була посилена релігійними конфліктами і брав участь у різанині католиків на півночі Шотландії — зокрема кланів МакДональд з Гленкоу. Делрімпл Стайр переконував короля Вільяма здійснити репресії проти вождів кланів, щоб нарешті покласти край міжклановій війні. Клан Кемпбелл з Бредалбейна відкупився від сусідніх кланів. Але участь у різанині католиків досі є плямою на історії клану. Щоб якось залагодити фінансові проблеми клан мусив продати свій родовий замок Таймоут. 
Титул ерла (графа) Бредалбейна і Голланд — титул пера Шотландії. Титул був створений у 1681 році для сера Джона Кемпбелла — V барона Глерорчі, який був раніше позбавлений титулу графа Кейтнесс. 